# Andrea del Río
Andrea del Río (Saragozza, 21 giugno 1991) è un'attrice spagnola, nota per aver interpretato il ruolo di Teresa Villamil nella soap La promessa (La promesa).

## Biografia
Andrea del Río è nata il 21 giugno 1991 a Saragozza, nella comunità dell'Aragona (Spagna); è la cugina degli attori Armando del Río e Paula del Río.

## Carriera

### Formazione
Andrea del Río nel 2006 e nel 2007 si è formata in arte drammatica e interpretazione presso la scuola del teatro de la Estación, poi nel 2007 ha seguito lezioni d'arte drammatica, canto, dizione, danza (classica e contemporanea), espressione corporea e orale, ortofonia presso la scuola municipale teatrale, tutte nel suo comune natale. Dal 2009 al 2011 si è formata presso la scuola interattiva di Madrid e nel 2011 ha conseguito un master in interpretazione interattiva cinematografica e televisiva. Nel 2014 ha seguito un corso di improvvisazione con Carlos Ramos e un corso con Fernando Piernas. Nel 2019 ha seguito un corso intensivo di canto con Verónica Ronda e un corso intensivo in inglese con Marjorie Glantz. Nel 2022 ha seguito una formazione avanzata con lezioni impartire da Cristina Alcázar, presso lo studio Juan Codina.

### Carriera professionale
Nel 2007 ha iniziato a recitare in teatro nello spettacolo Asistencia en casa. Ad essi sono seguiti gli spettacoli Comunes (2010) e Auf viedersehen España (2014). Nel 2011 ha recitato nella serie Grand Hotel - Intrighi e passioni (Gran Hotel), nella miniserie Rocío Dúrcal, volver a verte e nella soap Il segreto (El secreto de Puente Viejo) con il ruolo di Ana. Nel 2013 ha preso parte al cast della soap opera Per sempre (Amar es para siempre) con il ruolo di Isabella, poi nel 2014 nelle serie Con el culo al aire e in Cuéntame un cuento, mentre nel 2015 nelle serie Senza identità (Sin identidad) e in Las aventuras del capitán Alatriste. Nel 2015 e nel 2016 ha ricoperto il ruolo di Pilar Salinas nella serie Mar de plástico. Dal 2017 al 2020 e nel 2022 e nel 2023 ha ottenuto il ruolo di Alicia Ocaña Quintero Nieto nella serie in onda su La 1 Servir y proteger. Nel 2023 è stata scelta da TVE per interpretare il ruolo di Teresa Villamil nella soap opera in onda su La 1 La promessa (La promesa).
Ha anche recitato in lungometraggi come nel 2012 in Método sospechoso e in Walking Alone e nel 2023 in Licantropía e in cortometraggi come nel 2008 in La levedad del ser, nel 2011 in Actos Reflejos e nel 2022 in Palomitas. Ha anche preso parte alle videoclip Tell me di Rock Ignition (2011), Valor galáctico di Mi pequeña radio (2012) e Silencio di Emmanuel Leman (2013). Inoltre, ha anche preso parte a programmi come nel 2015 a Zapeando, nel 2017 a Hora punta e nel 2021 a Pasapalabra, mentre nel 2023 ha partecipato come concorrente nei programmi El cazador e El puente de las mentiras.

## Filmografia

### Cinema
- Método sospechoso, regia di Jorge Navas (2012)
- Walking Alone, regia di Finn Erik Dugge (2012)
- Licantropía, regia di Nieves Gómez (2023)

### Televisione
- Grand Hotel - Intrighi e passioni (Gran Hotel) – serie TV, 1 episodio (Antena 3, 2011)
- Rocío Dúrcal, volver a verte – miniserie TV, 2 episodi (Telecinco, 2011)
- Il segreto (El secreto de Puente Viejo) – soap opera, 1 episodio (Antena 3, 2011)
- Per sempre (Amar es para siempre) – soap opera, 78 episodi (La 1, 2013)
- Con el culo al aire – serie TV, 1 episodio (Antena 3, 2014)
- Cuéntame un cuento – serie TV, episodio Caperucita Roja (Antena 3, 2014)
- Senza identità (Sin identidad) – serie TV, 5 episodi (Antena 3, 2015)
- Las aventuras del capitán Alatriste – serie TV, 1 episodio (Telecinco, 2015)
- Mar de plástico – serie TV, 26 episodi (Antena 3, 2015-2016)
- Servir y proteger – serie TV, 518 episodi (La 1, 2017-2020, 2022-2023)
- La promessa (La promesa) – soap opera (La 1, dal 2023)

### Cortometraggi
- La levedad del ser, regia di Lucía del Río (2008)
- Actos Reflejos, regia di Jose Yebes (2011)
- Palomitas, regia di Mónica Dolado (2022)

### Videoclip
- Tell me di Rock Ignition (2011)
- Valor galáctico di Mi pequeña radio (2012)
- Silencio di Emmanuel Leman (2013)

## Teatro
- Asistencia en casa, diretto da Concha Guiu, presso il teatro de la Estación di Saragozza (2007)
- Comunes, diretto da Mario Bolaños (2010)
- Auf viedersehen España, diretto da Marc Clotet, presso il microteatro (2014)

## Programmi televisivi
- Zapeando (La Sexta, 2015) - Guest star
- Hora punta (La 1, 2017) - Guest star
- Pasapalabra (Antena 3, 2017) - Guest star
- El cazador (La 1, 2023) - Concorrente
- El puente de las mentiras (La 1, 2023) - Concorrente

## Doppiatrici italiane
Nelle versioni in italiano dei suoi film e delle sue serie TV, Andrea del Río è stata doppiata da:
- Giulia Catania[22] in Senza identità[23]
- Elena Fiorenza[24] ne La promessa[25]

## Riconoscimenti
- Festival del cinema della commedia di Tarazona e Moncayo
  - 2018: Vincitrice del Premio giovane talento aragonese[26]